# Inezia subflava
Az Inezia subflava a madarak (Aves) osztályának verébalakúak (Passeriformes) rendjébe és a királygébicsfélék (Tyrannidae) családjába tartozó faj.

## Rendszerezése
A fajt Philip Lutley Sclater és Osbert Salvin írták le 1873-ban, a Serpophaga nembe Serpophaga subflava néven.

## Alfajai
- Inezia subflava obscura Zimmer, 1939
- Inezia subflava subflava (P. L. Sclater & Salvin, 1873)[2]

## Előfordulása
Dél-Amerika északi részén, Bolívia, Brazília, Kolumbia és Venezuela területén honos. Természetes élőhelyei a szubtrópusi és trópusi mocsári erdők és nedves cserjések, valamint folyók és patakok környéke, valamint másodlagos erdők. Nem vonuló faj.

## Megjelenése
Testhossza 12 centiméter, testtömege 7-8 gramm.

## Életmódja
Rovarokkal táplálkozik.

## Természetvédelmi helyzete
Az elterjedési területe nagyon nagy, egyedszáma pedig stabil. A Természetvédelmi Világszövetség Vörös listáján nem fenyegetett fajként szerepel.